# Mariano Antolín Rato
Mariano Antolín Rato   (Gijón, 8 de desembre de 1943 - Motril, 10 de gener de 2025) escriptor asturià.
Va fer estudis de Filosofia i Dret a la Universitat d'Oviedo. Poc després d'acabar-los es va traslladar a Madrid, col·laborant a la creació de Acto y Voz i estant lligat a la promoció de diverses iniciatives editorials. Cultiva el relat de ficció. Traductor de reconegut prestigi de l'Anglès, Francès i Italià, col·labora regularment amb diferents editorials espanyoles, amb revistes i a premsa diària.

## Obres
- Cuando 900 mil mach aprox, premi de la Nova Crítica
- De vulgari Zyklon B manfestante
- Entre espacios intermedios:WHAMM!
- Mundo araña
- Campos unificados de conciencia
- Mar desterrado
- Abril blues
- Fuga en el espejo, premi Fernando Quiñones